# Alma (Colorado)
Alma è un centro abitato (town) degli Stati Uniti d'America, situato nella contea di Park dello Stato del Colorado. Nel censimento del 2000 la popolazione era di 179 abitanti.

## Geografia fisica
Secondo i rilevamenti dell'United States Census Bureau, Alma è il comune degli U.S.A. posto alla maggior altitudine sul livello del mare e s'estende su una superficie di 0,9 km².